# International Parkinson and Movement Disorder Society
Die International Parkinson and Movement Disorder Society (MDS) ist eine medizinische Fachgesellschaft,  die sich mit Bewegungsstörungen beschäftigt. Das Gebiet der Bewegungsstörungen umfasst die folgenden Bereiche: Morbus Parkinson und Parkinsonismus, Ataxie, Dystonie, Chorea und Chorea Huntington, Tics und Tourette-Syndrom, Myoklonus und Schreckhaftigkeit (Startle), Restless-Legs-Syndrom, Stiff-Person-Syndrom, Tremor und essentieller Tremor, Spastik und Gangstörungen.
Die MDS hat mehr als 8500 Mitglieder, bestehend aus Klinikern, Wissenschaftlern, Forschern und anderen medizinischen Fachkräften aus mehr als 90 Ländern. Viele sind auf dem Gebiet der Bewegungsstörungen renommiert. Die Aufgabe der Gesellschaft ist es, Wissen zu verbreiten und Forschung zu fördern, um das Gebiet der Bewegungsstörungen voranzubringen.
Die MDS wurde 1985 auf Initiative der Professoren Stanley Fahn und C. David Marsden als  Movement Disorders Society gegründet. Die Organisation fusionierte 1992 mit der International Medical Society for Motor Disturbances. Seit 1990 veranstaltet die Gesellschaft jährlich den International Congress of Parkinson’s Disease and Movement Disorders. Am 3. September 2013 änderte die Gesellschaft ihren Namen in „International Parkinson and Movement Disorder Society“.
Die Zeitschriften der MDS sind das Movement Disorders Journal und Movement Disorders Clinical Practice, die von Wiley-Blackwell herausgegeben werden. Die MDS-Website beherbergt eine vollständige Bibliothek mit Videos zu Bewegungsstörungen, die die Artikel im Journal begleiten, sowie Foren zur Diskussion einzigartiger Fälle von Bewegungsstörungen.
Die aktuelle Präsidentin ist Claudia Trenkwalder.